# 柯瑞·迪克森
麥肯齊·柯瑞·迪克森（英語：McKenzie Corey Dickerson, 1989年5月22日—），為美國職棒大聯盟的外野手。2010年美國職棒大聯盟選秀第8輪被科羅拉多洛磯隊選走。目前為自由球員，先前曾待過洛磯、光芒、海盜、費城人、馬林魚、藍鳥、紅雀與國民等隊，2017年入選明星賽。

## 職業生涯

### 科羅拉多洛磯
在2009年美國職棒大聯盟選秀會上，洛磯隊就已經選進迪克森了，不過迪克森當時並未與球隊簽約。在2010年選秀會上，他於第8輪再度被洛磯隊選中。
2011年，他在1A球隊締造了單場10分打點的紀錄。2012年升上2A。
2013年6月22日，迪克森登上大聯盟。他面對國民隊就擊出了兩支二壘安打。7月28日，他擊出大聯盟首轟。
2014年球季，因為布恩·羅根傷癒回歸，迪克森因此被下放3A。2014年6月18日，洛磯面隊道奇隊，克萊頓·克蕭投出了無安打比賽，不過迪克森靠著道奇隊守備失誤，成為該場洛磯隊唯一一位上壘的球員。
2015年6月30日，迪克森因為撲接飛球造成肋骨斷裂，該季提前報銷。整季他打擊率3成04，10轟。

### 坦帕灣光芒
2016年1月28日，迪克森與另一名新秀Kevin Padlo被交易至光芒隊，洛磯隊換來傑克·麥基和赫曼·馬奎茲。離開庫爾斯球場後，迪克森的進攻數據大幅下降，尤其打擊率更是下降到只有2成45。因此他在球隊比較常擔任指定打擊與左外野手。
經過了2016年的小低潮後，迪克森在2017年觸底反彈，上半季打擊率3成25，17轟。他也擠下尼爾森·克魯斯成為明星賽先發指定打擊，成為繼卡爾·克勞福、埃文·朗歌利亞、大衛·普萊斯後，第4位在明星賽先發的光芒球員。該季他打擊率2成82，27轟。不過他的壞球追打率45.6%為大聯盟最高。

### 匹茲堡海盜
2018年2月17日，迪克森被光芒隊給指定讓渡。2月22日，他被交易至海盜隊，換來Daniel Hudson、Tristan Gray及一些現金。2018年4月26日，迪克森擊出生涯首支再見全壘打。
2018年球季，他的打擊率為3成，13轟55分打點。在左外野手中，他的防守率高達.996，他也拿下生涯首座金手套獎。
2019年球季，迪克森出賽44場，打擊率3成17，4轟25分打點。

### 費城費城人
2019年7月31日，海盜隊用迪克森向費城人隊交易一名日後指定球員以及一些國際簽約金。2019年剩餘球季，迪克森的打擊率為2成93，8轟34分打點。他因為左腳舟狀骨骨折而導致出賽場次縮減。

### 邁阿密馬林魚
2020年1月6日，迪克森和馬林魚簽下2年1750萬美元的合約。這年他的打擊率為2成58，並敲出7轟與17分打點。隔年他在馬林魚出賽62場比賽，打擊率2成60，並敲出2轟與14分打點。

### 多倫多藍鳥
2021年6月29日，馬林魚將迪克森和Adam Cimber交易到藍鳥，換來喬·潘尼克跟Andrew McInvale。

### 聖路易紅雀
2022年3月18日，迪克森與紅雀簽下1年500萬美元的合約。他曾在8月23日到25日之間，連10打數敲出10支安打。

### 華盛頓國民
2023年1月10日，迪克森與國民簽下一年225萬美元的合約。不過他出賽49場比賽，打擊率為2成52，僅敲出2轟與17分打點。最後他在8月2日遭到釋出。

## 個人生活
迪克森目前已婚，並育有1子。2018年2月22日，迪克森在被交易到海盜的那天正好是他二兒子出生。他們休賽季時住在密西西比州的麥迪遜。

## 外部連結
- 球員資訊和成績在MLB ，ESPN ，Retrosheet ，Baseball Reference ，Baseball Reference (Minors) ，Fangraphs ，The Baseball Cube （英文）
- 柯瑞·迪克森的X（前Twitter）